# ファミコン野球盤
『ファミコン野球盤』（ファミコンやきゅうばん）は、エポック社が日本で1989年12月15日に発売したファミリーコンピュータ用野球ゲームソフト。

## 概要
1984年から1987年まで自社製ハード・スーパーカセットビジョンを展開していたエポック社が同ハードの撤退後、路線変更して任天堂のサードパーティーとなり発売したファミコンソフトの第1弾。エポック社が1958年に発売して以来ロングセラー商品となっている玩具・野球盤の名前を冠しているが、商標以外にゲームシステム等の共通点は存在しない。
ゲーム中、タイトル画面を始め随所に大魔神を模した鎧を着た指導者・野球魔神が登場している。

## ゲームシステム
メインのペナントモードでは12チームから任意の6チームを選んでリーグを編成し、30/60/130試合のペナントレースで優勝を目指す。選手は試合を重ねて行くごとに能力が成長し、また試合後に得られる収益で特訓を行ったり、様々なアイテムを購入して装備させることでパワーアップが可能である。ペナントレース優勝後、開始時に選択しなかった6チームの中からランダムで選ばれる1チームと日本シリーズを争い、4勝すればエンディングとなる。
オープン戦モードでは1試合限定で、初期費用の1000万円を使って事前にアイテムを購入する。

## 球団
カッコ内はモデルとなった日本野球機構（NPB）所属の実在チーム（名称は発売当時）。
- D：ダイナマイツ（中日ドラゴンズ）
- G：ギャングス（読売ジャイアンツ）
- C：カウズ（広島東洋カープ）
- W：レスラーズ（横浜大洋ホエールズ）
- S：セーラーズ（ヤクルトスワローズ）
- T：ツタンカーメンズ（阪神タイガース）
- L：ロブスターズ（西武ライオンズ）
- Bu：ブルドッグス（近鉄バファローズ）
- F：フランケンズ（日本ハムファイターズ）
- B：バニーズ（オリックス・ブレーブス）
- H：ホームズ（福岡ダイエーホークス）
- O：オスモーズ（ロッテオリオンズ）

## 球場
以下の3種類が選べる。
- ドーム - ドーム球場。両翼100m・センター122m。
- 人工 - 人工芝グラウンド。両翼95m・センター120m。
- 自然 - 内野が土・外野が天然芝のグラウンド。両翼90m・センター110m。

## 道具

### 打撃アイテム
- パワーバット - 打撃力がやや上がる。
- はがねのバット - 飛距離は伸びるが、スイングが遅くなる。
- かいりきバット - 打撃力が上がる。
- ひっさつバット - 1打席につき1回（最初のスイング時）のみ打撃力が上がる。
- のろいのバット - 飛距離が相当伸びるが、時々金縛りになりスイング不能に。
- ねっけつバット - 打撃力が非常に上がる。
- たつまきバット - 打撃力が最高になり、スイングが物凄く速くなる。

### 走塁アイテム
- いだてんスパイク - 走塁がやや速くなるが、転倒してしまう事がある。
- チーターのたび - 走塁が速くなるが、オーバーランしてしまう事がある。
- げきとつスパイク - 走塁が速くなり、クロスプレイ時に捕手を吹っ飛ばす事ができる。
- そらとぶスパイク - 宙を飛び、滑る様に走る事ができる。

### 守備アイテム

#### 野手用
- ミスノクラブ - レベル8以下の選手でもファインプレーが出来る様になる。
- ゴールデングラブ - 守備範囲が広くなり、ファインプレーが出来る様になる。
- きょうけんグラブ - 送球が早くなる。
- こうぷれーグラブ - 守備範囲が広くなり、キー入力無しでファインプレーをする。

#### 投手用
- ぎんざのグラブ - スピード、球の切れが若干アップする。
- スピードグラブ - スピード、コントロールがアップするが、球質が軽くなる。
- おもいでのグラブ - スローボールしか投げられなくなるが、球質が重くなる。
- まほうのグラブ - レベル8以上のチーム毎に決められた投手[2]が持つと6種類の魔球を投げられる。